# Quinta da Princesa
A Quinta da Princesa situa-se no concelho do Seixal. É uma quinta senhorial com palácio, construída no tempo da monarquia como local de lazer da família real portuguesa. Actualmente, é também a designação comum de um bairro social, que se localiza ao lado da Quinta do Paço do Infante. Segundo os censos de 2011, o bairro tinha 1.330 habitantes.
A maioria dos residentes deste bairro é de origem africana, nomeadamente cabo-verdianos.
O bairro é sobretudo conhecido pelos episódios de criminalidade violenta de que tem sido palco, sendo mesmo referido como um "bairro problemático de Setúbal". A PSP tem vindo a realizar nos últimos anos operações de fiscalização no bairro. O bairro é ainda apontado pela imprensa como um pólo do tráfico de droga no concelho do Seixal. A autarquia defende que "Estes fenómenos de perturbação da ordem pública são provocados por pequenos grupos que não são representativos da maioria da população residente no bairro, que é constituída maioritariamente por trabalhadores". Existem vários apoios para jovens e idosos do bairro. Uma das instituições é uma Associação Juvenil com o nome "Esperança", que tem como objectivo lutar contra o abandono escolar e dinamizar o próprio bairro, transmitindo para fora uma ideia mais positiva da localidade, tentando mudar o pensamento do público geral que desconhece o bairro.
O bairro é composto por um total de vinte e um prédios, três cafés, três mercearias, um pólo comunitário, o programa Escolhas, um clube desportivo e recreativo, uma creche, uma escola primária e ainda por uma oficina.
No bairro também é possível encontrar hortas, uma delas da típica senhora cabo-verdiana "Nha Mélia". Existem plantações de milho, ervilha, baxinha entre outras.
Existe também um grupo de "Ferro Gaita" que animam as tardes do Café Golfinho com músicas típicas de Cabo Verde como a morna, coladeira, etc.